# San Nicolás (Chili)
Pour les articles homonymes, voir San Nicolas.
San Nicolas est une commune du Chili située dans la province de Punilla et la région de Ñuble.

## Géographie
San Nicolas est située dans la vallée centrale du Chili. Elle se trouve à 368 kilomètres à vol d'oiseau au sud-sud-ouest de la capitale Santiago et à 82 kilomètres au ouest_nord-ouest de Concepción capitale de la région du Biobío.

## Démographie
En 2012, la population de la commune s'élevait à 10 631 habitants. La superficie de la commune est de 491 km2 (densité de 22 hab./km2)

Position de San Nicolás (en rouge) au sein de la région du Biobío.